# Abtei Varensell

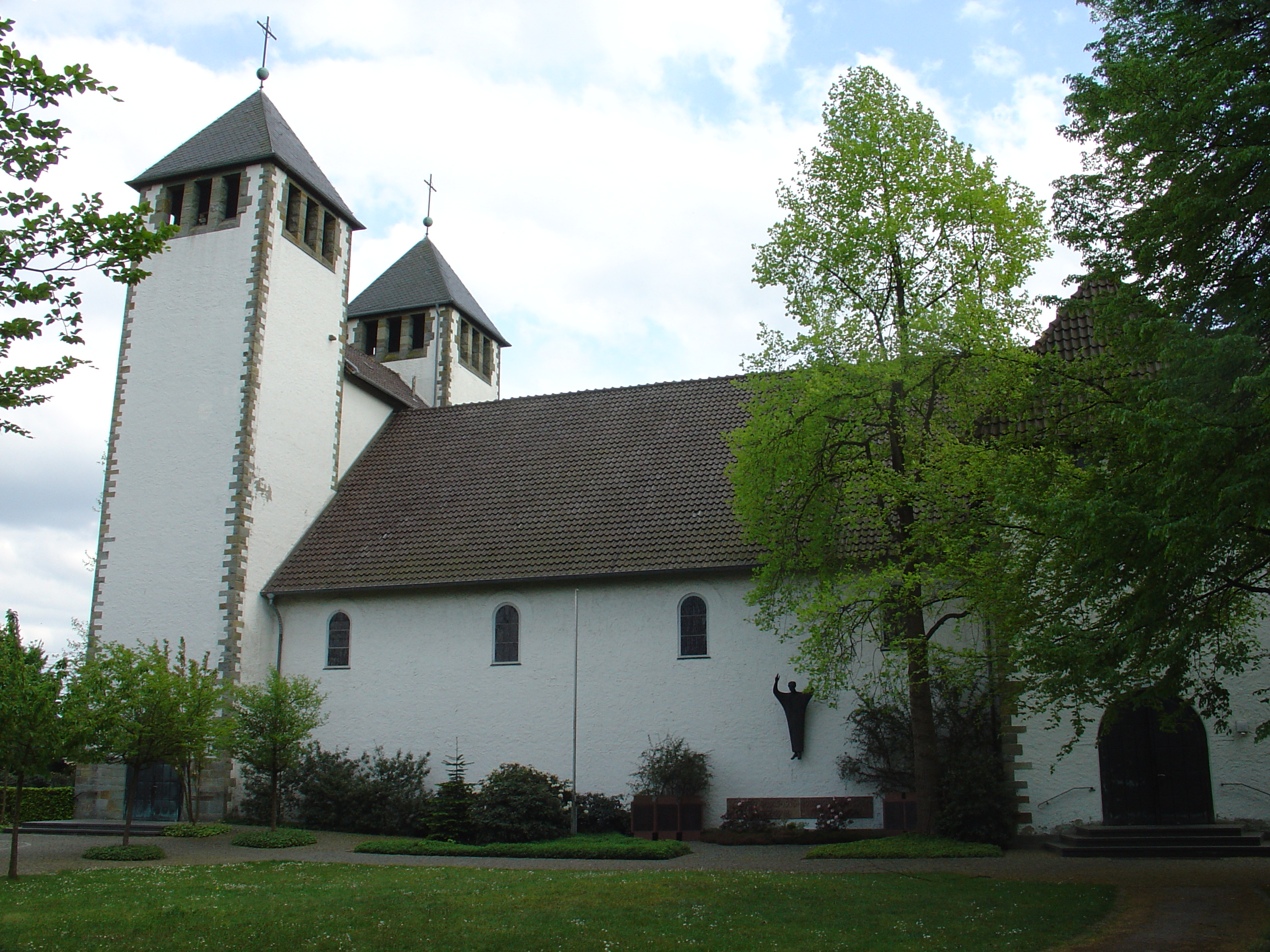
Pfarr- und Klosterkirche St. Marien in Rietberg-Varensell

Die Abtei Varensell bei Rietberg im Kreis Gütersloh ist ein Benediktinerinnenkloster in der Erzdiözese Paderborn. Die Abtei gehört der Beuroner Kongregation an.

## Geschichte
Varensell wurde 1902 als Priorat der Benediktinerinnen vom Allerheiligsten Sakrament gegründet. Die ersten Schwestern kamen aus dem Kloster Maria Hamicolt bei Dülmen. Im Jahr 1948 wurde Varensell zur Abtei erhoben und gehört seitdem nicht mehr zu den Benediktinerinnen vom Allerheiligsten Sakrament. Von Anfang an bestand ein enges Verhältnis zwischen Konvent und Pfarrgemeinde, das auch in einer gemeinsamen Nutzung der Pfarr- und Abteikirche zum Ausdruck kommt. Ein Kirchenneubau wurde am 22. September 1956 konsekriert. In weiterer Folge orientierte sich der Konvent mehr an der Lebensweise und den Konstitutionen der Beuroner Kongregation, 1982 wurde die Abtei Varensell in die Beuroner Kongregation aufgenommen.

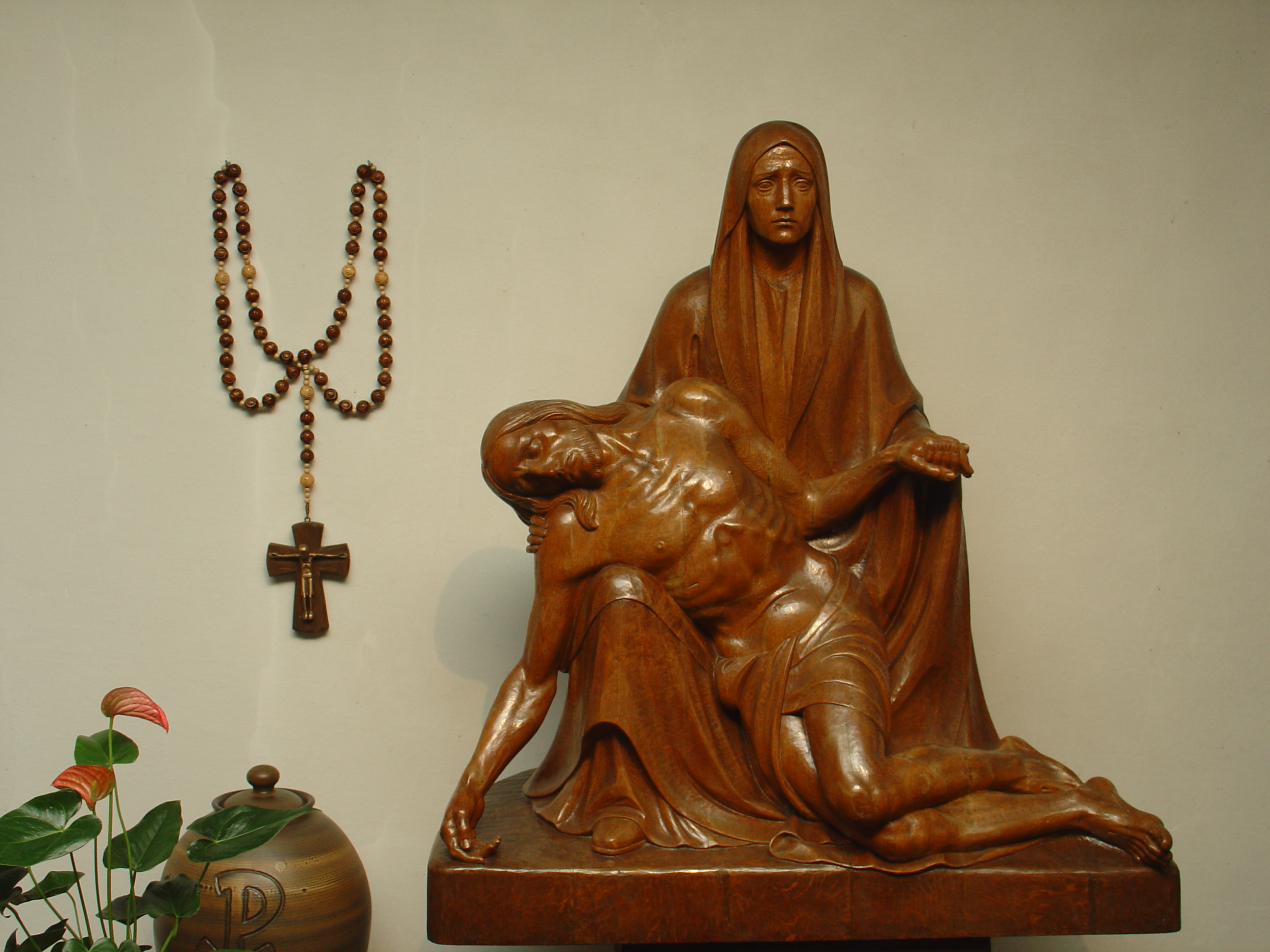
Pietà in der Kirche

### Gegenwart
Die Schwestern von Varensell betreiben eine Buch- und Kunsthandlung, eine Paramentenwerkstätte, eine Hostienbäckerei und einen landwirtschaftlichen Betrieb; außerdem werden im „Haus St. Benedikt“ Kurse, Besinnungstage und Zeiten der Einkehr angeboten. Am Ordensleben interessierte Frauen können im „Kloster auf Zeit“ ihre Berufung prüfen.

### Oberinnen
- Priorin Johannes Baptist Pancratz, 1902–1912
- Priorin Juliana Ellendorf, 1912–1915
- Priorin Hedwig Lenders, 1915–1935
- Juliana Tüte, zuerst Priorin, dann erste Äbtissin 1948–1972
- Judith Frei, zuerst Administratorin, dann Äbtissin 1975–2007
- Angela Boddem, seit 2007